# Ryduan Palermo
Ryduan Palermo (La Plata, 24 de julio de 1996) es un futbolista argentino que juega como centrodelantero en el Team Altamura de la Serie C de Italia. Fue convocado por la selecciones nacionales sub-15 (2011) y sub-17 (2012). Es hijo de Martín Palermo.

## Trayectoria
Comenzó su carrera futbolística en la reserva del Club Estudiantes de La Plata (campeón con la octava división, con la dirección de Omar Rulli), pasando luego por Arsenal de Sarandí con quien firmó su primer contrato profesional el 3 de julio de 2017.
El 1 de abril de 2018 se decretó el descenso de Arsenal de Sarandí hacia la Segunda División de Argentina.
En agosto de 2018, ficha en el Santiago Morning de la Primera B de Chile, aprovechando que su propio padre, se desempeña como entrenador de la Unión Española de la Primera División del mismo país.
Fichó con el Villacidrese de la Eccellenza Cerdeña de Italia en agosto de 2022.
Por otro lado, formó parte de la selección Argentina sub-17 dirigida por Wálter Perazzo.

## Estadísticas
- Actualizado hasta el 9 de noviembre de 2018.

| Club                     | Div.                | Temporada           | Liga  | Liga  | Copas Nacionales | Copas Nacionales | Copas Internacionales | Copas Internacionales | Total | Total |
| Club                     | Div.                | Temporada           | Part. | Goles | Part.            | Goles            | Part.                 | Goles                 | Part. | Goles |
| ------------------------ | ------------------- | ------------------- | ----- | ----- | ---------------- | ---------------- | --------------------- | --------------------- | ----- | ----- |
| Santiago Morning · Chile | 2.ª                 | 2018                | 5     | 1     | -                | -                | -                     | -                     | 5     | 1     |
| Santiago Morning · Chile | Total club          | Total club          | 5     | 1     | -                | -                | -                     | -                     | 5     | 1     |
| Total en su carrera      | Total en su carrera | Total en su carrera | 5     | 1     | -                | -                | -                     | -                     | 5     | 1     |